# Oakey

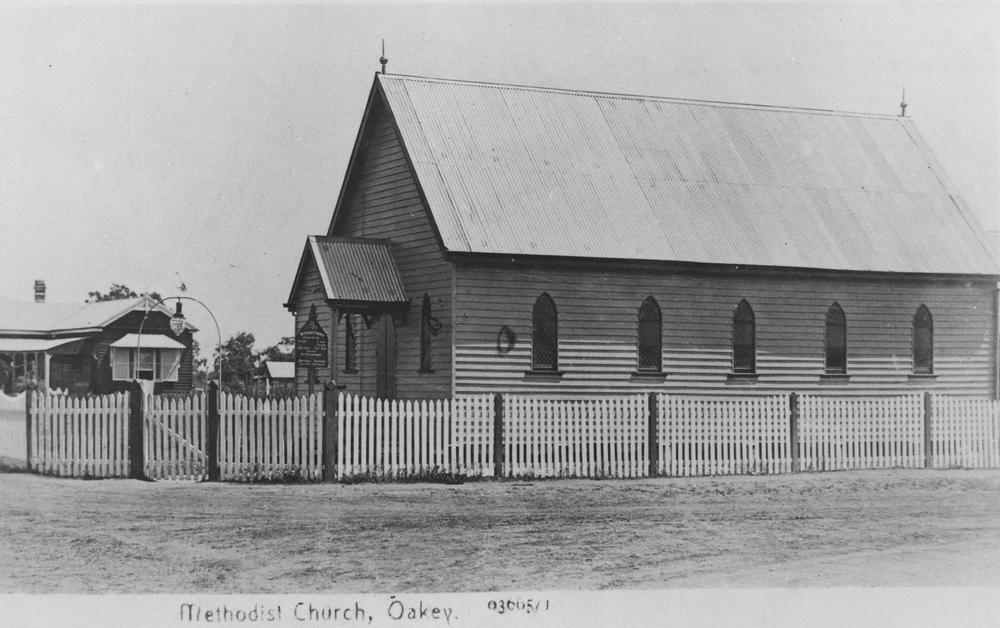
Kościół w Oakey, ok. 1912 r.

Oakey – miasto w Australii, w stanie Queensland.